# Albert Lange (Architekt)
Albert Lange (* 14. Juni 1891 in Hannover; † 16. Januar 1945 in Gelsenkirchen) war ein deutscher Architekt und Verbandsdirektor des Siedlungsverbandes Ruhrkohlenbezirk. 

## Leben
Albert Lange studierte an der Technischen Hochschule Hannover, wurde im Ersten Weltkrieg 1916 schwer verwundet und war 1919 Regierungsbaumeister. Nach einer Tätigkeit beim Bauamt der Stadt Mannheim wurde er im Jahre 1921 selbstständiger Architekt und im Jahr darauf Stadtbaurat bei der Stadtverwaltung Bottrop, wo er später Technischer Beigeordneter war.
1934 trat er in den Siedlungsverband Ruhrkohlenbezirk ein, war zunächst Bearbeiter von Siedlungsfragen und 1936 Leiter des Technischen Dezernats. Am 10. März 1937 wurde er zum Verbandsdirektor ernannt. 
Lange verfasste eine 1945 an der Technischen Hochschule Hannover eingereichte Dissertation zur Raumordnung des Ruhrgebiets nach dem Zweiten Weltkrieg. Er starb gegen Ende des Krieges bei einem Luftangriff.